# Vladimir Šujster
Vladimir Šujster (Zagreb, 26 mei 1972) is een Kroatisch handballer.
Op de Olympische Spelen van 1996 in Atlanta won hij de gouden medaille met Kroatië.
Patrik Čavar · Valner Franković · Slavko Goluža · Bruno Gudelj · Vladimir Jelčić · Božidar Jović · Nenad Kljaić · Venio Losert · Valter Matošević · Zoran Mikulić · Alvaro Načinović · Goran Perkovac · Iztok Puc · Zlatko Saračević · Irfan Smajlagić · Vladimir Šujster